# Mount Hunt (Antarktika)
Mount Hunt ist ein 520 m (nach australischen Angaben 518 m) hoher und kuppelförmiger Berg im ostantarktischen Georg-V.-Land. Er überragt eine Landspitze, die am Kap De la Motte endet.
Entdeckt wurde der Berg bei der Australasiatischen Antarktisexpedition (1911–1914) unter der Leitung des australischen Polarforschers Douglas Mawson. Dieser benannte ihn nach dem britischen Meteorologen Henry Ambrose Hunt (1866–1946), damaliger Direktor des australischen Bureau of Meteorology.